# Deutsche Ringermeisterschaften 2013
Die 100. deutschen Meisterschaften im Ringen wurden vom 1. bis 3. März 2013 (Freistil der Männer und Frauen) in Unterföhring und vom 8. bis 10. März 2013 (griechisch-römischer Stil der Männer) in Plauen ausgetragen.

## Übersicht
| Stilart                           | Datum                | Ort          | Halle                     | Ausrichter                 |
| --------------------------------- | -------------------- | ------------ | ------------------------- | -------------------------- |
| Freistil, Männer und Frauen       | 1. bis 3. März 2013  | Unterföhring | Sportzentrum Unterföhring | SC Unterföhring, LV Bayern |
| Griechisch-römischer Stil, Männer | 8. bis 10. März 2013 | Plauen       | Einheit-Arena             | KSV Pausa, LV Sachsen      |

## Ergebnisse

### Griechisch-römischer Stil
| Klasse               | Platz | Name                  | Verein               |
| -------------------- | ----- | --------------------- | -------------------- |
| Kategorie bis 55 kg  | 1.    | Ceyhun Zaidov         | KSC Hösbach          |
| Kategorie bis 55 kg  | 2.    | Fabian Schmitt        | SV Johannis Nürnberg |
| Kategorie bis 55 kg  | 3.    | Lukas Höglmeier       | TSV Gailbach         |
| Kategorie bis 55 kg  | 3.    | Dustin Scherf         | KFC Leipzig          |
|                      |       |                       |                      |
| Kategorie bis 60 kg  | 1.    | Erik Weiß             | RSV Frankfurt/Oder   |
| Kategorie bis 60 kg  | 2.    | Christoph Bast        | RSV Frankfurt/Oder   |
| Kategorie bis 60 kg  | 3.    | Andreas Maier         | Wacker Burghausen    |
| Kategorie bis 60 kg  | 3.    | Alexander Grebensikov | SAV Torgelow         |
|                      |       |                       |                      |
| Kategorie bis 66 kg  | 1.    | Frank Stäbler         | TSV Musberg          |
| Kategorie bis 66 kg  | 2.    | Toni Stade            | RSV Greiz            |
| Kategorie bis 66 kg  | 3.    | Benjamin Raiser       | ASV Nendingen        |
| Kategorie bis 66 kg  | 3.    | Sven Dürmeier         | SV Johannis Nürnberg |
|                      |       |                       |                      |
| Kategorie bis 74 kg  | 1.    | Florian Neumaier      | VfK Mühlenbach       |
| Kategorie bis 74 kg  | 2.    | Jan Rotter            | SV Triberg           |
| Kategorie bis 74 kg  | 3.    | Damian Hartmann       | RSV Frankfurt/Oder   |
| Kategorie bis 74 kg  | 3.    | Pascal Eisele         | SV Fahrenbach        |
|                      |       |                       |                      |
| Kategorie bis 84 kg  | 1.    | Eugen Ponomartschuk   | Wacker Burghausen    |
| Kategorie bis 84 kg  | 2.    | Konstantin Schneider  | KSV St. Ingbert      |
| Kategorie bis 84 kg  | 3.    | Jan Bialek            | ASV Hüttigweiler     |
| Kategorie bis 84 kg  | 3.    | Denis Kudla           | VfK Schifferstadt    |
|                      |       |                       |                      |
| Kategorie bis 96 kg  | 1.    | Andreas Fix           | SV Triberg           |
| Kategorie bis 96 kg  | 2.    | Felix Radinger        | TSV Gailbach         |
| Kategorie bis 96 kg  | 3.    | David Stumpe          | ASV Nendingen        |
| Kategorie bis 96 kg  | 3.    | Rene Zimmermann       | RSV Frankfurt/Oder   |
|                      |       |                       |                      |
| Kategorie bis 120 kg | 1.    | Eduard Popp           | VfL Neckargartach    |
| Kategorie bis 120 kg | 2.    | Ricardo Melz          | SV Luftfahrt Berlin  |
| Kategorie bis 120 kg | 3.    | Sascha Iannacone      | ASV Au/Hallertau     |

### Freistil, Männer
| Klasse               | Platz | Name                | Verein                   |
| -------------------- | ----- | ------------------- | ------------------------ |
| Kategorie bis 55 kg  | 1.    | Emanuel Krause      | 1. Luckenwalder SC       |
| Kategorie bis 55 kg  | 2.    | Manuel Wolfer       | RG Hausen-Zell           |
| Kategorie bis 55 kg  | 3.    | Marc Luithle        | AV Sulgau                |
| Kategorie bis 55 kg  | 3.    | Kirk Reimer         | AC 1897 Werdau           |
|                      |       |                     |                          |
| Kategorie bis 60 kg  | 1.    | Alexander Semisorow | RV Rümmingen 03          |
| Kategorie bis 60 kg  | 2.    | Mario Koch          | KSC Motor Jena           |
| Kategorie bis 60 kg  | 3.    | Philipp Herzog      | 1. Luckenwalder SC       |
| Kategorie bis 60 kg  | 3.    | Tim Schleicher      | SV St. Johannis Nürnberg |
|                      |       |                     |                          |
| Kategorie bis 66 kg  | 1.    | Martin Daum         | KSV Seeheim              |
| Kategorie bis 66 kg  | 2.    | Tim Müller          | KSC 07 Hösbach           |
| Kategorie bis 66 kg  | 3.    | Samet Dülger        | ASV Nendingen            |
| Kategorie bis 66 kg  | 3.    | Michele Schneider   | 1. Luckenwalder SC       |
|                      |       |                     |                          |
| Kategorie bis 74 kg  | 1.    | Andriy Shyyka       | KSV Köllerbach           |
| Kategorie bis 74 kg  | 2.    | Georg Harth         | TKSV 1906 Duisdorf       |
| Kategorie bis 74 kg  | 3.    | Martin Obst         | 1. Luckenwalder SC       |
| Kategorie bis 74 kg  | 3.    | Lennard Wickel      | 1. Luckenwalder SC       |
|                      |       |                     |                          |
| Kategorie bis 84 kg  | 1.    | Marcus Plodek       | TSV Gailbach             |
| Kategorie bis 84 kg  | 2.    | Michael Kaufmehl    | SV Triberg               |
| Kategorie bis 84 kg  | 3.    | Lukas Schöffler     | RKG Freiburg 2000        |
| Kategorie bis 84 kg  | 3.    | Gabriel Seregelyi   | AC Bavaria Goldbach      |
|                      |       |                     |                          |
| Kategorie bis 96 kg  | 1.    | William Harth       | ASV Mainz 1888           |
| Kategorie bis 96 kg  | 2.    | Oldrik Wagner       | RWG Mömbris-Königshofen  |
| Kategorie bis 96 kg  | 3.    | Nico Graf           | KFC Leipzig              |
| Kategorie bis 96 kg  | 3.    | Florian Lederer     | SV Mietraching           |
|                      |       |                     |                          |
| Kategorie bis 120 kg | 1.    | Nick Matuhin        | 1. Luckenwalder SC       |
| Kategorie bis 120 kg | 2.    | Johannes Kessel     | KSV Wiesental            |
| Kategorie bis 120 kg | 3.    | Toni Bernhardt      | KSC Motor Jena           |

### Freistil, Frauen
| Klasse              | Platz | Name                  | Verein                       |
| ------------------- | ----- | --------------------- | ---------------------------- |
| Kategorie bis 44 kg | 1.    | Annika Schmidt        | RSV Frankfurt/Oder           |
|                     |       |                       |                              |
| Kategorie bis 48 kg | 1.    | Jaqueline Schellin    | TV Mühlacker                 |
| Kategorie bis 48 kg | 2.    | Katharina Baumgartner | SC Anger                     |
| Kategorie bis 48 kg | 3.    | Katrin Henke          | SAV Torgelow                 |
|                     |       |                       |                              |
| Kategorie bis 51 kg | 1.    | Eileen Friedrich      | RSV Frankfurt/Oder           |
| Kategorie bis 51 kg | 2.    | Luisa Springmann      | SV Triberg                   |
| Kategorie bis 51 kg | 3.    | Laura Hinsche         | RC Germania Potsdam          |
|                     |       |                       |                              |
| Kategorie bis 55 kg | 1.    | Eva Sauer             | VfK Schifferstadt            |
| Kategorie bis 55 kg | 2.    | Michelle Lipfert      | KSV Witten 07                |
| Kategorie bis 55 kg | 3.    | Laura Mertens         | AC Ückerath                  |
|                     |       |                       |                              |
| Kategorie bis 59 kg | 1.    | Luisa Niemesch        | SV Germania Weingarten       |
| Kategorie bis 59 kg | 2.    | Kathrin Neumaier      | VfK Mühlenbach               |
| Kategorie bis 59 kg | 3.    | Jessica Bechtel       | RSC Laudenbach               |
| Kategorie bis 59 kg | 3.    | Angelina Schmidt      | Greifswalder RV              |
|                     |       |                       |                              |
| Kategorie bis 63 kg | 1.    | Isabell Weis          | AV JK Concordia Zella-Mehlis |
| Kategorie bis 63 kg | 2.    | Nadine Weinauge       | KSK Furtwangen               |
| Kategorie bis 63 kg | 3.    | Yvonne Englich        | RSV Frankfurt/Oder           |
| Kategorie bis 63 kg | 3.    | Marina Görisch        | VfK Schifferstadt            |
|                     |       |                       |                              |
| Kategorie bis 67 kg | 1.    | Aline Focken          | KSV Germania Krefeld         |
| Kategorie bis 67 kg | 2.    | Beate König           | TSV Ehiningen                |
| Kategorie bis 67 kg | 3.    | Lisa Geyer            | AV JK Concordia Zella-Mehlis |
| Kategorie bis 67 kg | 3.    | Sylvia Porst          | ASV Plauen                   |
|                     |       |                       |                              |
| Kategorie bis 72 kg | 1.    | Maria Selmaier        | KSC Motor Jena               |
| Kategorie bis 72 kg | 2.    | Marleen Gottschling   | VfK Schifferstadt            |
| Kategorie bis 72 kg | 3.    | Francy Rädelt         | RSV Frankfurt/Oder           |